# Tân Phong, Thiều Quan
Tân Phong (tiếng Trung: 新丰县, Hán Việt: Tân Phong huyện) là một huyện của địa cấp thị Thiều Quan (韶关市), tỉnh Quảng Đông, Cộng hòa Nhân dân Trung Hoa. Huyện này có diện tích 1987 km², dân số 236.000 người, huyện lỵ ở trấn Phong Thành.